# Марбл-Каньйон (Аризона)
Марбл-Каньйон (англ. Marble Canyon — мармуровий каньйон) — невключена територія в окрузі Коконіно, штат Аризона, США. 

## Демографія
У 2010 році на території мешкало приблизно 484 осіб (у 2000 році — 244 осіб). 
Чоловіків — 246 (50.9 %);

Жінок — 237 (49.1 %).
Медіанний вік жителів: 29.1 років;
по Аризоні: 35.6 років;
Середній розмір домогосподарства: 3.2 осіб; по Аризоні: 2.7 осіб. 

### Доходи
Середній скоригований валовий дохід в 2004 році: $22,650;
по Аризоні: $50,097.
Середня заробітна плата: $18,168;
по Аризоні: $42,146.

### Расова / етнічна приналежність (перепис 2010)
Білих — 78.

 Афроамериканців — 5.

 Індіанців — 1,511.

 азіатів — 4.

 Корінних жителів Гавайських островів та інших островів Тихого океану — 8.

 Інші — 0.

 Відносять себе до 2-х або більше рас — 20.

 Латиноамериканців — 22.